# Kaiserstuhl AG
| AG ist das Kürzel für den Kanton Aargau in der Schweiz. Es wird verwendet, um Verwechslungen mit anderen Einträgen des Namens Kaiserstuhl zu vermeiden. |

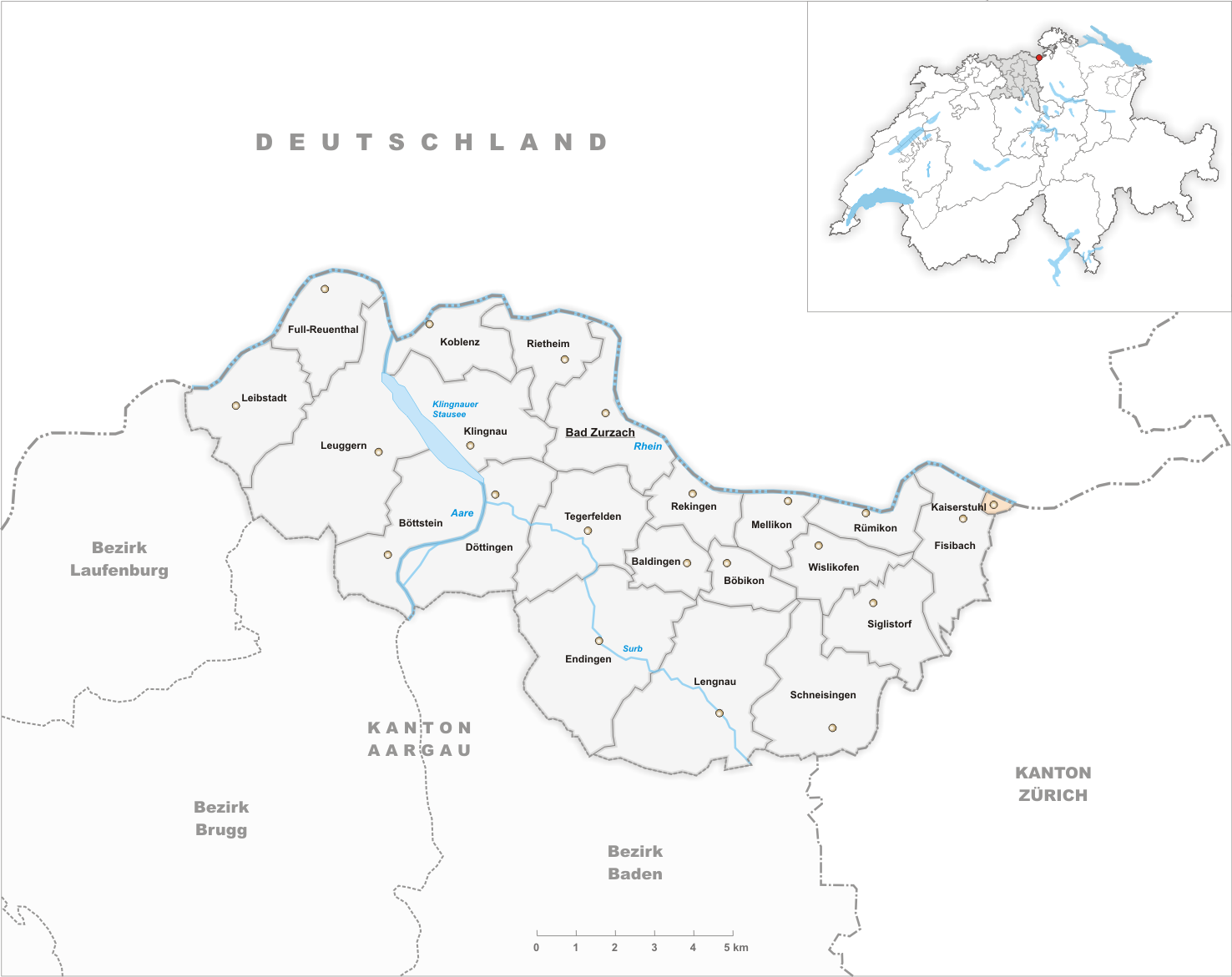
Gemeindestand vor der Fusion am 1. Januar 2022

Kaiserstuhl (schweizerdeutsch: ˈχæisərˌʃtuəl) ist eine Landstadt und Ort in der Einwohnergemeinde Zurzach im Schweizer Kanton Aargau. Sie gehört zum Bezirk Zurzach und liegt am Hochrhein an der Grenze zu Deutschland sowie zum Kanton Zürich. Geographisch grenzt Kaiserstuhl an Hohentengen am Hochrhein.
Lokalpolitisch fusionierte Kaiserstuhl am 1. Januar 2022 mit den Gemeinden Bad Zurzach, Baldingen, Böbikon, Rekingen, Rietheim, Rümikon und Wislikofen zur neuen Gemeinde Zurzach.

## Geographie
Das lediglich 32 Hektaren grosse ehemalige Gemeindegebiet umfasst im Norden einen Steilhang, der zum Ufer des Rheins hin abfällt, und im Süden eine erhöht liegende flache Ebene. 3 Hektaren sind bewaldet und 14 Hektaren überbaut. Der höchste Punkt liegt auf 368 Metern, der tiefste auf 334 Metern. Nachbargemeinden sind das baden-württembergische Hohentengen im Norden, das zürcherische Weiach im Osten und das aargauische Fisibach im Westen.

## Geschichte
Als Forum Tiberii, also Marktplatz des Tiberius, bezeichnete Claudius Ptolemäus in seiner Geographike Hyphegesis den Ort am Rhein aufwärts gegen Kaiserstuhl, Prætorium, seu Tribunal Cæsaris op., wo Tiberius Gericht hielt. Ob damit Bad Zurzach oder Kaiserstuhl gemeint ist oder doch ein anderer Ort, ist noch nicht abschliessend geklärt. Als Befehlshaber in Gallien brachte Tiberius mit seinem jüngeren Bruder Drusus in den Jahren 15 bis 13 v. Chr. nach den Rätern auch die Vindeliker unter römische Herrschaft. Der Statthalter von Gallien, Lucius Munatius Plancus, wurde für einige militärische Erfolge gegen die Räter nördlich des Bodensees als Imperator tituliert.
Über die Entstehung der Ansiedlung am südlichen Brückenkopf des Rheinübergangs beim Schloss Rötteln (Rotwasserstelz) ist nichts Genaues bekannt. Die erste urkundliche Erwähnung von Keiserstuol ist aus dem Jahr 1227 bekannt. Der Ortsname stammt vom althochdeutschen Keisuresstuol und bedeutet «Stuhl des Kaisers». Die Stadtgründung erfolgte im Jahr 1254, als Freiherr Rudolf von Kaiserstuhl einen grossen Teil seines Streubesitzes an das Kloster Wettingen verkaufte. 1255 musste Lütold VI. von Regensberg das Kloster St. Blasien entschädigen, für zwei Jahre lang zu Unrecht von dessen Häusern bei Kaiserstuhl bezogene Abgaben. Es wird daher angenommen, dass die Regensberger an der Stadtgründung beteiligt waren und die Stadt später ganz übernahmen. Als sie in Geldnöte gerieten, mussten sie ihren Besitz 1294 an das Hochstift Konstanz verkaufen.

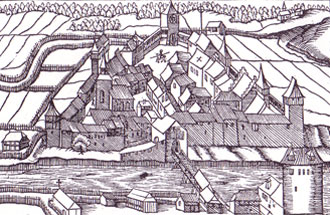
Kaiserstuhl im Jahr 1548

Kaiserstuhl diente danach jahrhundertelang als Zentrum der konstanzischen Landesverwaltung. Der in Kaiserstuhl residierende Obervogt nahm die Rechte der Fürstbischöfe über Hohentengen, Bergöschingen, Lienheim, Fisibach und Weiach wahr. Kaiserstuhl hatte dadurch den Rang einer Landstadt des Heiligen Römischen Reichs. Gleichzeitig war Kaiserstuhl seit der Eroberung des Aargaus durch die Eidgenossen im Jahr 1415 aber auch das Zentrum eines äusseren Amtes der Grafschaft Baden, einer Gemeinen Herrschaft der Acht alten Orte. Diese Konstellation führte immer wieder zu Konflikten zwischen dem Fürstbischof und den Eidgenossen.
Das Ende des Ancien Régime nach dem Franzoseneinfall und der Ausrufung der Helvetischen Republik im März 1798 traf das Städtchen besonders hart. Durch den Reichsdeputationshauptschluss von 1803 verlor Kaiserstuhl sämtliche rechtsrheinischen Gebiete seines Efadens und damit den Löwenanteil seines Territoriums an das 1806 gegründete Grossherzogtum Baden. Der viel kleinere linksrheinische Teil gehörte zunächst zum Kanton Baden, ab 1803 zum Kanton Aargau. Die östlich der Stadtmauer gelegenen Teile des Gemeindegebietes waren bis 1860 zürcherisches Gebiet.

Luftansicht (1958)

Noch Mitte des 19. Jahrhunderts gehörten die auf dem rechten Rheinufer (auf Gebiet der heutigen Gemeinde Hohentengen) gelegenen, heute als südlichste Weinberge Deutschlands bezeichneten Rebhänge des Engelhofs überwiegend Kaiserstuhler Bürgern. Bis auf den heutigen Tag verfügt Kaiserstuhl auf beiden Seiten des Rheins über Ortsbürgerwald im Umfang von rund 150 Hektaren, fast das Fünffache des verbliebenen linksufrigen Gemeindegebiets. Die güterrechtliche Aufteilung der alten Kirchgemeinde Kaiserstuhl, deren Pfarrkirche früher in Hohentengen stand, dauerte bis 1842. Damit ging auch die alte Pfarrei endgültig unter, welche schon mit der Abspaltung von Glattfelden 1421 und Weiach in den Jahren der Reformation stark verkleinert worden war.
Die Schweizerische Nordostbahn eröffnete am 1. August 1876 die Bahnstrecke Winterthur–Koblenz. Allerdings lag der Bahnhof Weiach-Kaiserstuhl etwas abseits auf der anderen Seite der Kantonsgrenze. Die SBB schlossen den Bahnhof im Jahr 1995 und ersetzten ihn durch eine unmittelbar beim Städtchen gelegene Haltestelle. In jüngster Vergangenheit arbeitet Kaiserstuhl immer enger mit den Nachbargemeinden zusammen: Die Feuerwehr wird gemeinsam mit Fisibach, Wislikofen und Siglistorf geführt, die Abwasserreinigungsanlage am rechten (nördlichen und damit deutschen) Rheinufer mit der Gemeinde Hohentengen betrieben.
Im Jahr 2010 trat Kaiserstuhl der Verwaltungskooperation «Verwaltung2000» bei, welche die Verwaltungsaufgaben von sieben Gemeinden in der Nachbarschaft erledigt. Seit 2014 ist die Gemeinde im Projekt «Rheintal+» involviert, das die Fusion von neun Gemeinden zur Gemeinde Zurzach vorsieht. Nachdem die Gemeindeversammlung am 23. Mai 2019 mit 59 zu 25 Stimmen der Fusion zugestimmt hatte, wurde der Entscheid am 8. September 2019 in einer Volksabstimmung mit 79 zu 50 Stimmen bestätigt. Damit ist die Fusion seit 1. Januar 2022 rechtskräftig.

## Sehenswürdigkeiten
Das kompakt gebaute, unter Denkmalschutz stehende Städtchen weist die Form eines spitzwinkligen Dreiecks auf. Das heutige Wahrzeichen Kaiserstuhls, der Obere Turm (oft fälschlicherweise als Römerturm bezeichnet) wurde Mitte des 13. Jahrhunderts erbaut und ist als südlicher Eckpfeiler der Stadtbefestigung konzipiert. Er überragt das Städtchen und ist der einzige erhaltene Teil der alten Befestigungsanlagen. Die Stadtmauern und die zwei unteren Türme am Rheinufer existieren nicht mehr. Das Städtchen ist der südliche Brückenkopf einer mutmasslich schon zur Zeit der Römer bestehenden Brücke über den Fluss. Am nördlichen Ufer (auf deutschem Gebiet) steht das Schloss Rötteln, der frühere Sitz des Obervogts.
Der Ursprung der katholischen Kirche St. Katharina geht auf die Gründung der Stadt zurück. Ihr mächtiger Chorturm entstand um 1300, darin ist das gotische Sakramentshäuschen aus dem 15. Jahrhundert zu sehen. 1609 baute man an den alten Turm ein neues Kirchenschiff an. Um 1700 begann die Barockisierung des Kircheninnern. Als erste Werke entstanden durch den Zuger Goldschmied H. G. Ohnsorg die zwei Silberbüsten Jesus und Maria links und rechts vom Hochaltar. 1755 bemalte der süddeutsche Künstler Eustachius Gabriel das neue Gipstonnengewölbe mit vier Hauptbildern und zwölf kleineren Bildern. Zur gleichen Zeit schuf der Kaiserstuhler Bildhauer Franz Ludwig Wind sein Hauptwerk, die geschnitzte Kanzel, den kostbar geschnitzten Taufsteindeckel und schon früher die Bankwangen. 1851 erhielt die Kirche sehenswerte neugotische Altäre.
Besonders gut erhaltene Häuser sind das Amtshaus im spätgotischen Stil sowie das Palais Mayenfisch mit französischen Bauelementen. Das Haus zur Linde wurde 1764 als Gasthaus Weisses Kreuz erbaut. In den Jahren 1912 bis 1918 baute der Architekt Alexander von Senger das Gebäude zu seinem privaten Landsitz um.

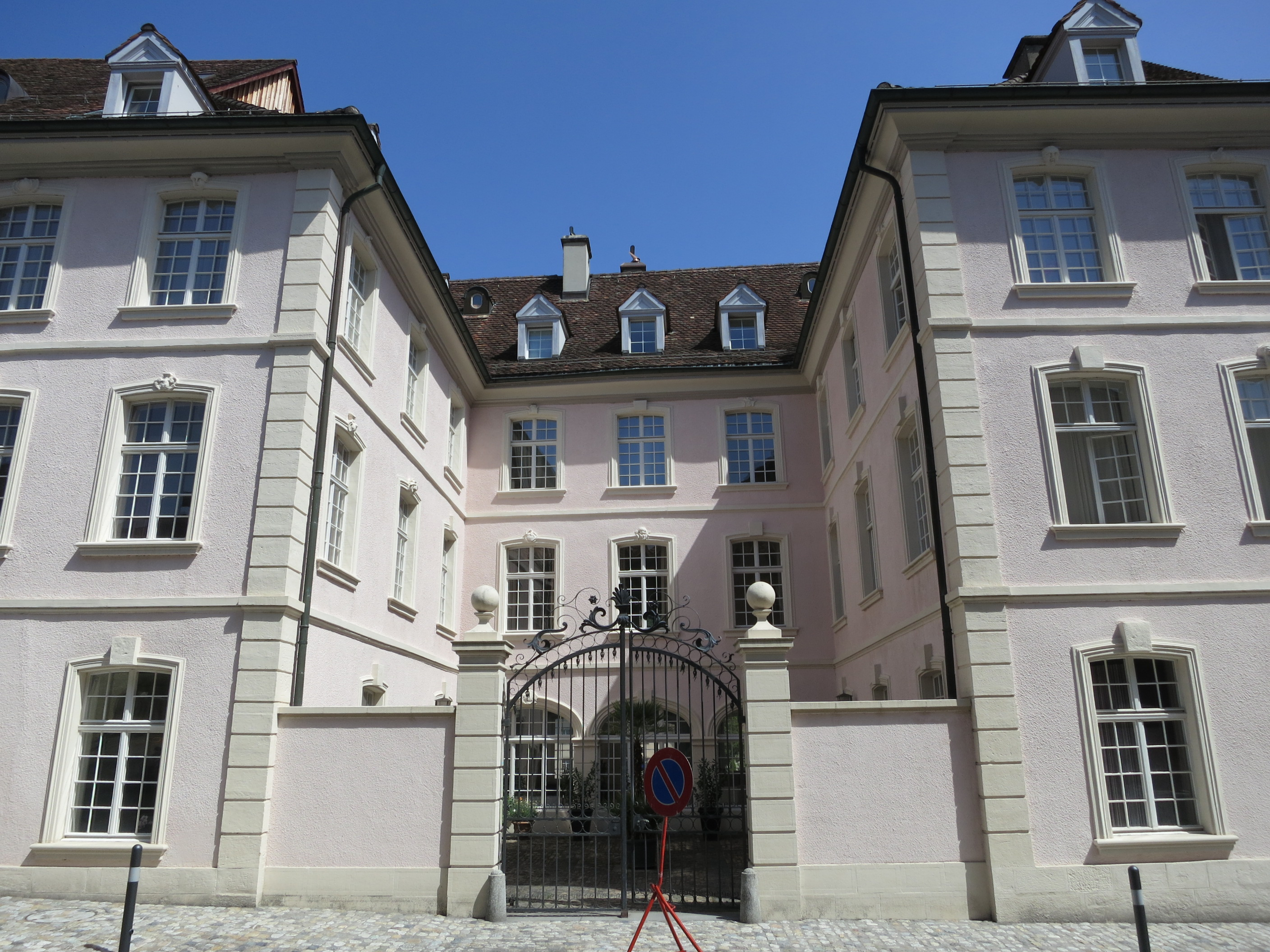
Palais Mayenfisch
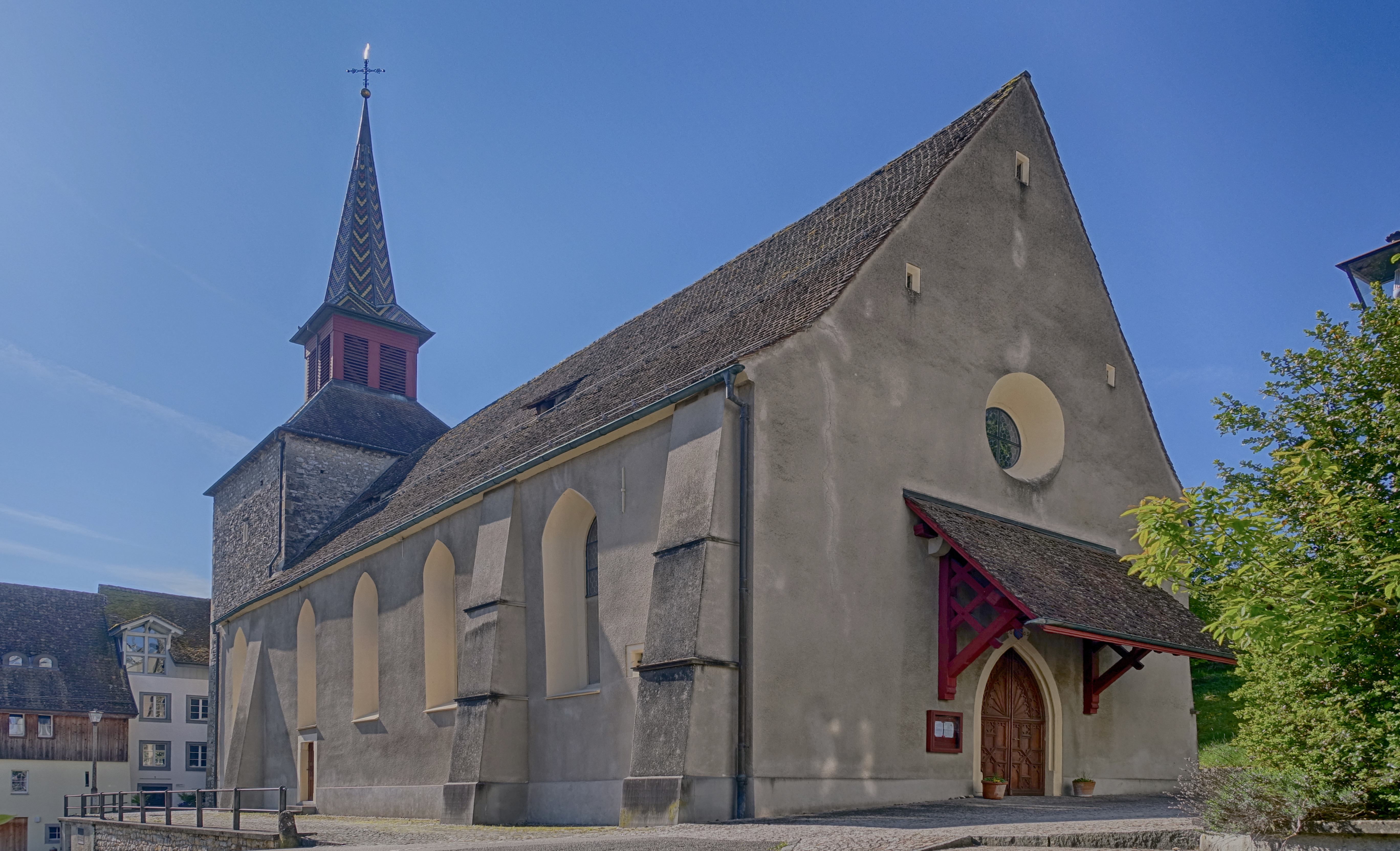
Kirche
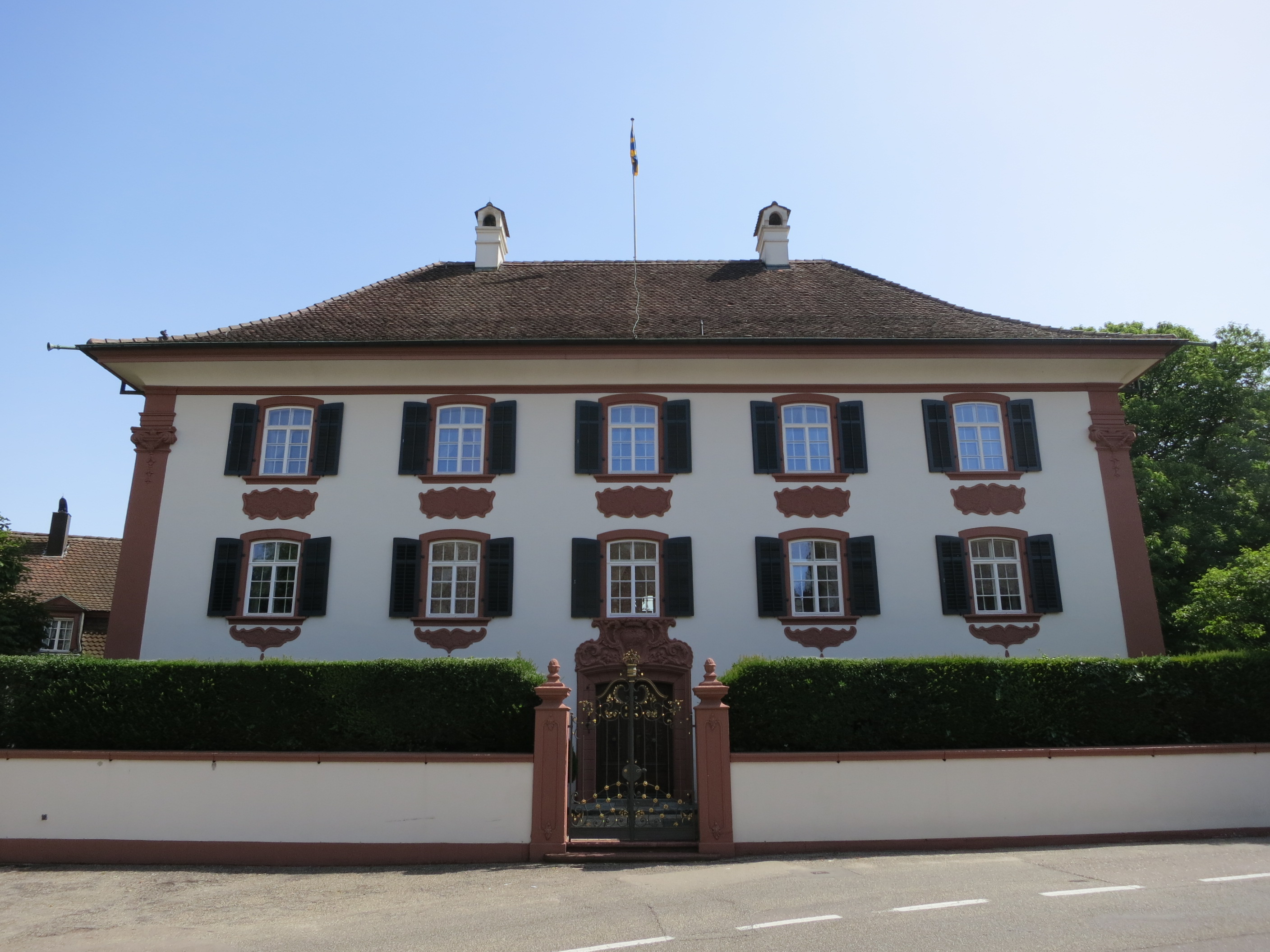
Haus zur Linde
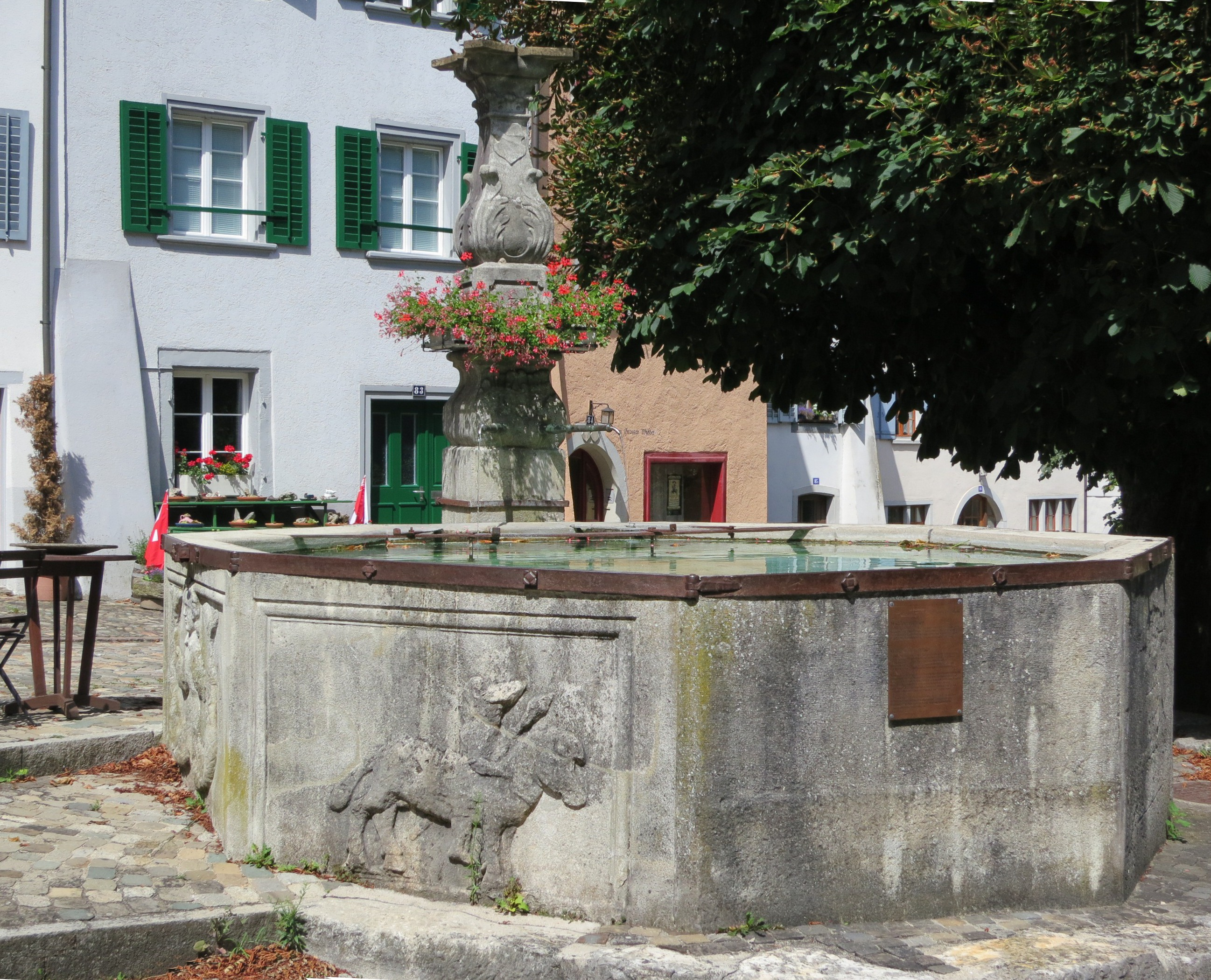
Widderbrunnen
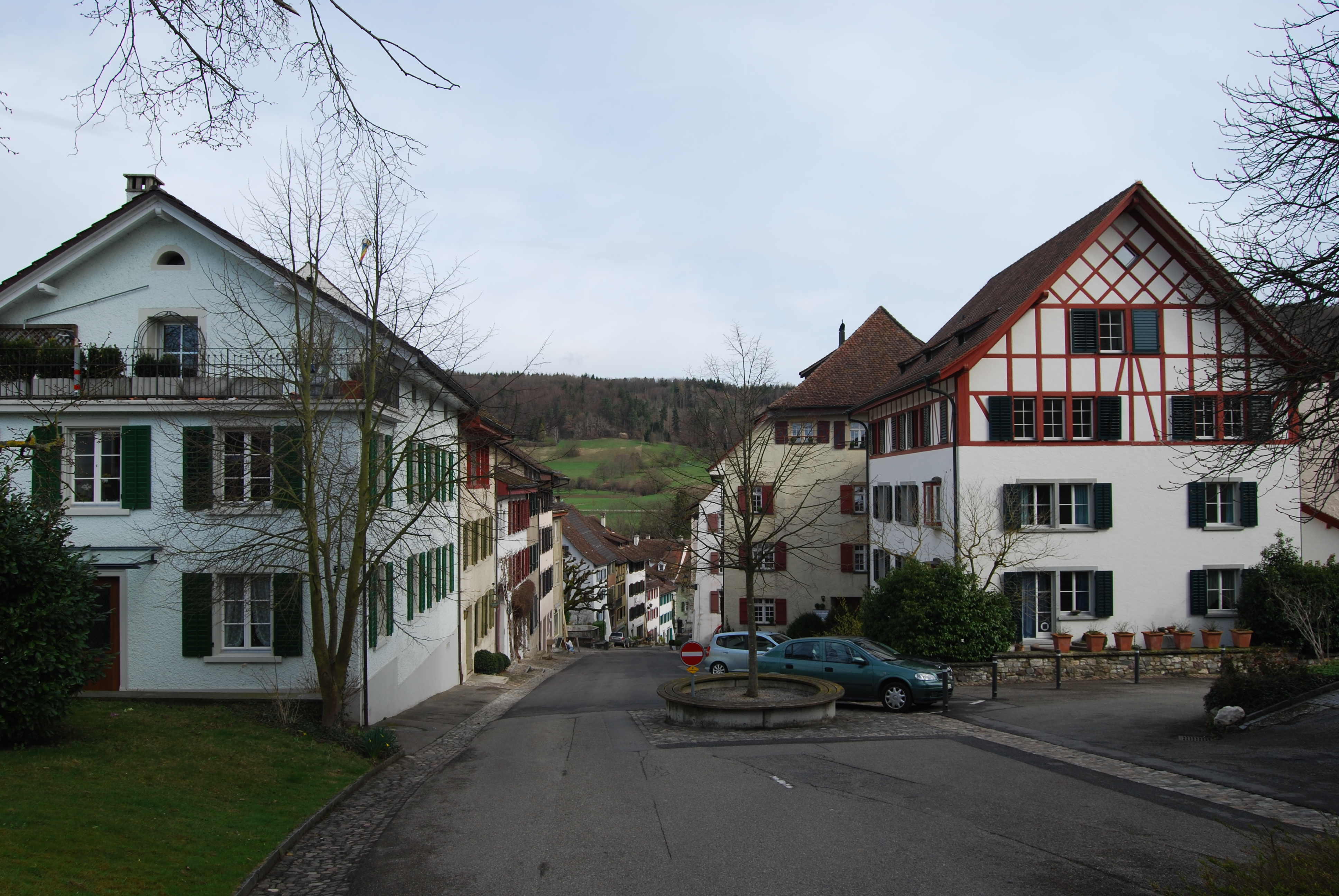
Gasse in der Altstadt
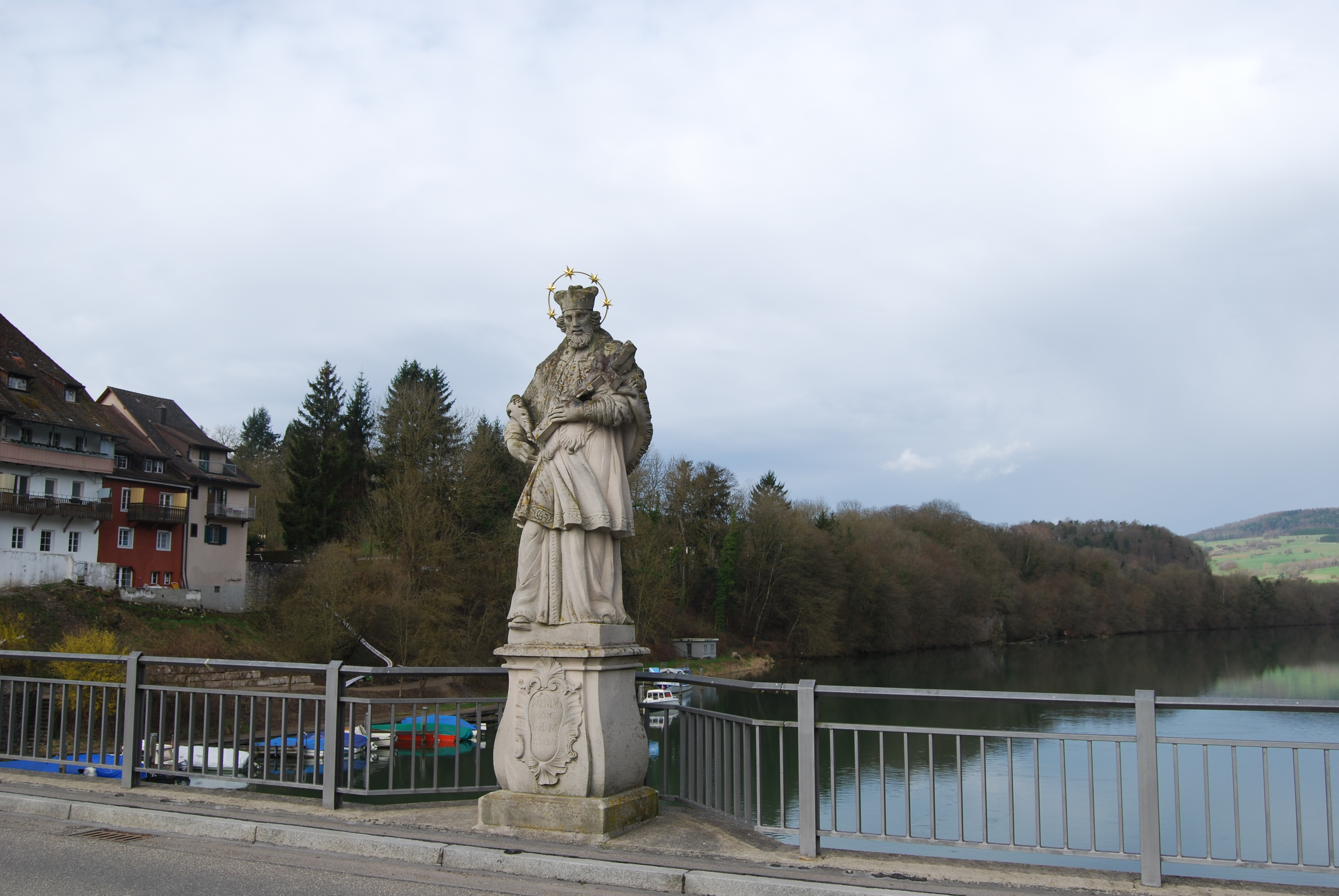
Statue des Johannes Nepomuk auf der Rheinbrücke
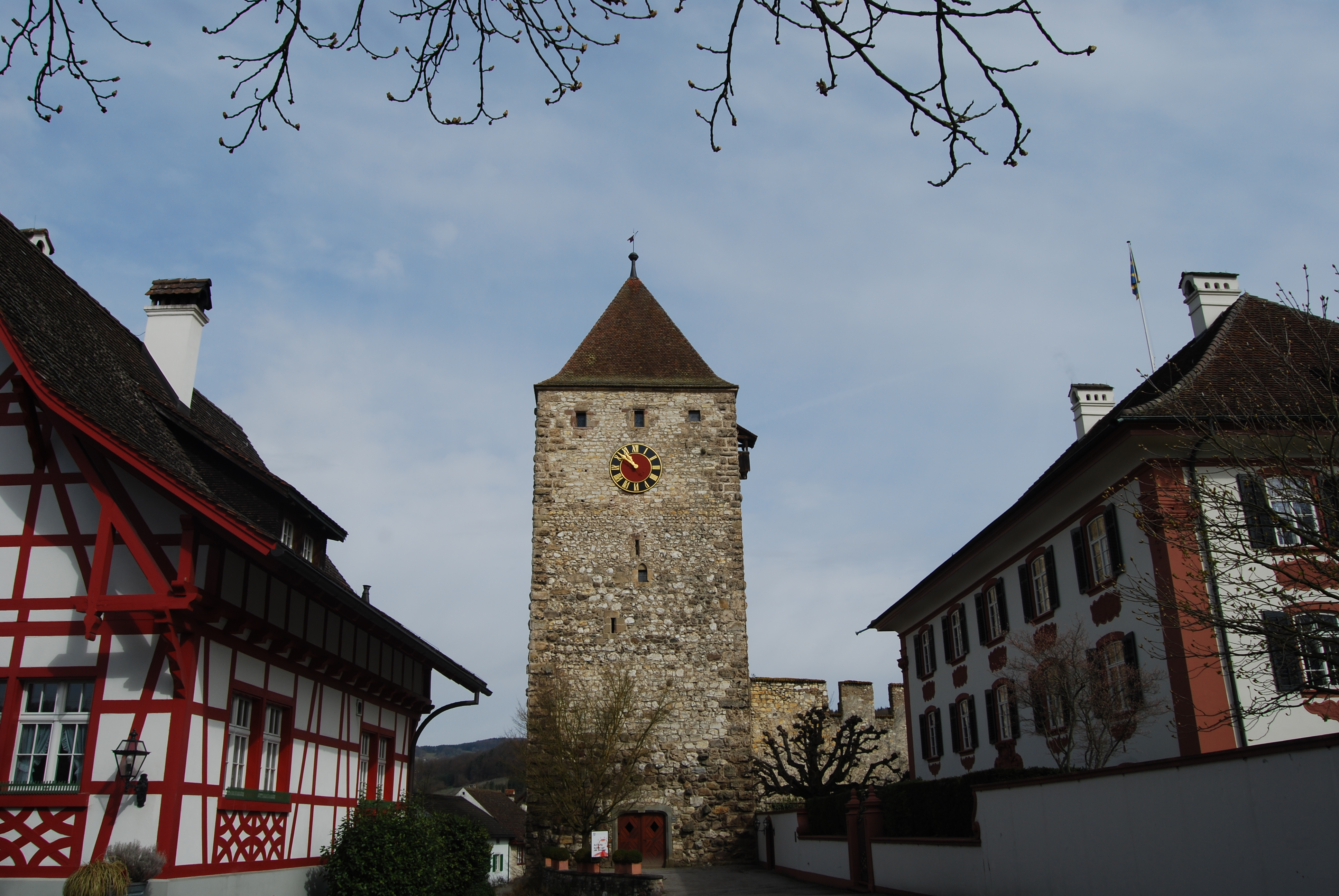
Oberer Turm
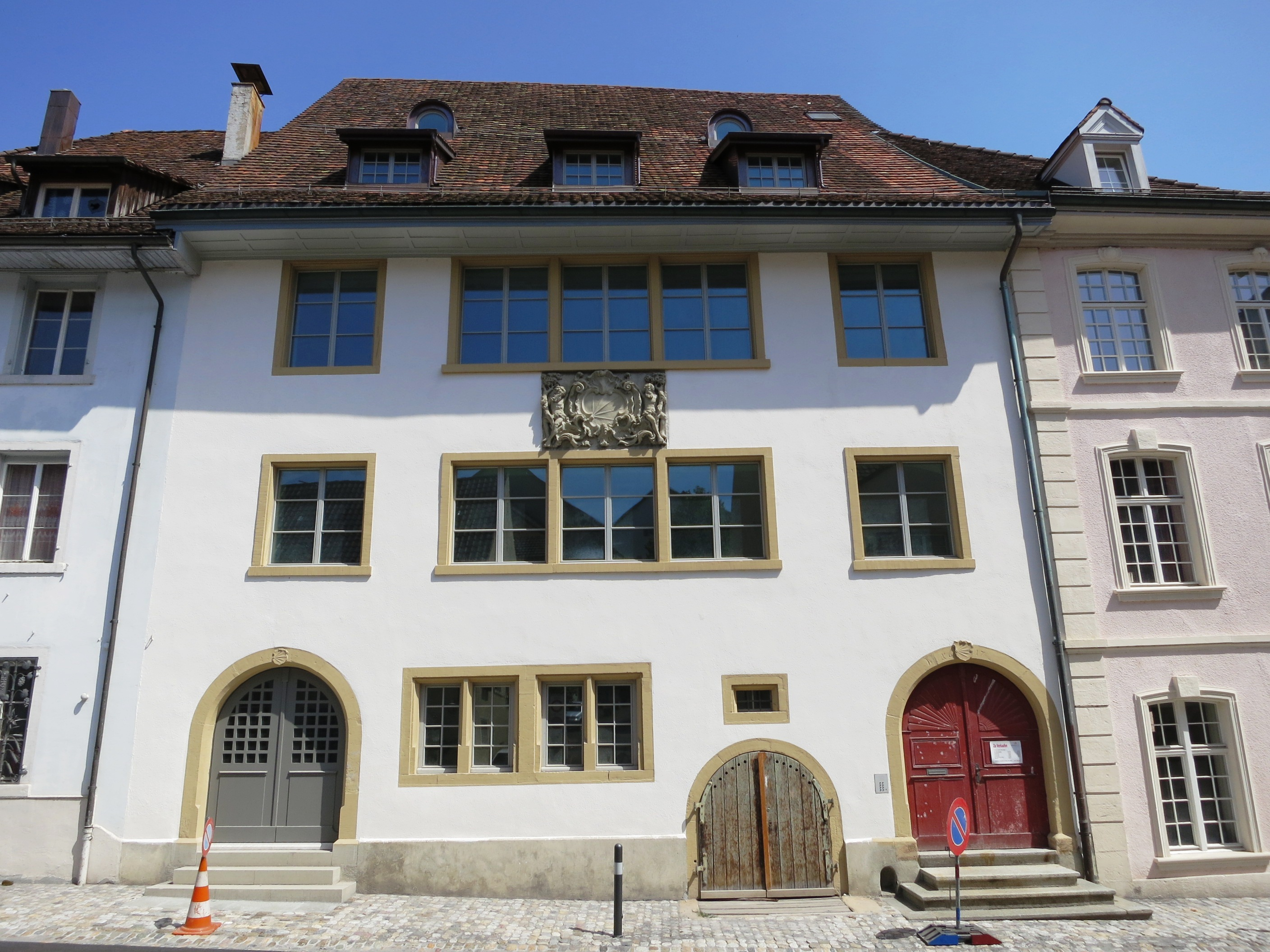
Ehemaliges Rathaus

## Wappen
Die Blasonierung des Stadtwappens lautet: «Zur Rechten sechsfach geständert von Blau und Rot.» Die älteste Darstellung des Stadtwappens stammt aus dem Jahr 1514 und war vom Wappen der Freien von Kaiserstuhl abgeleitet, welches allerdings acht statt sechs Felder aufwies. Auch hatte man das Weiss des Fürstbischofs von Konstanz durch das zürcherische Blau ersetzt.

## Bevölkerung

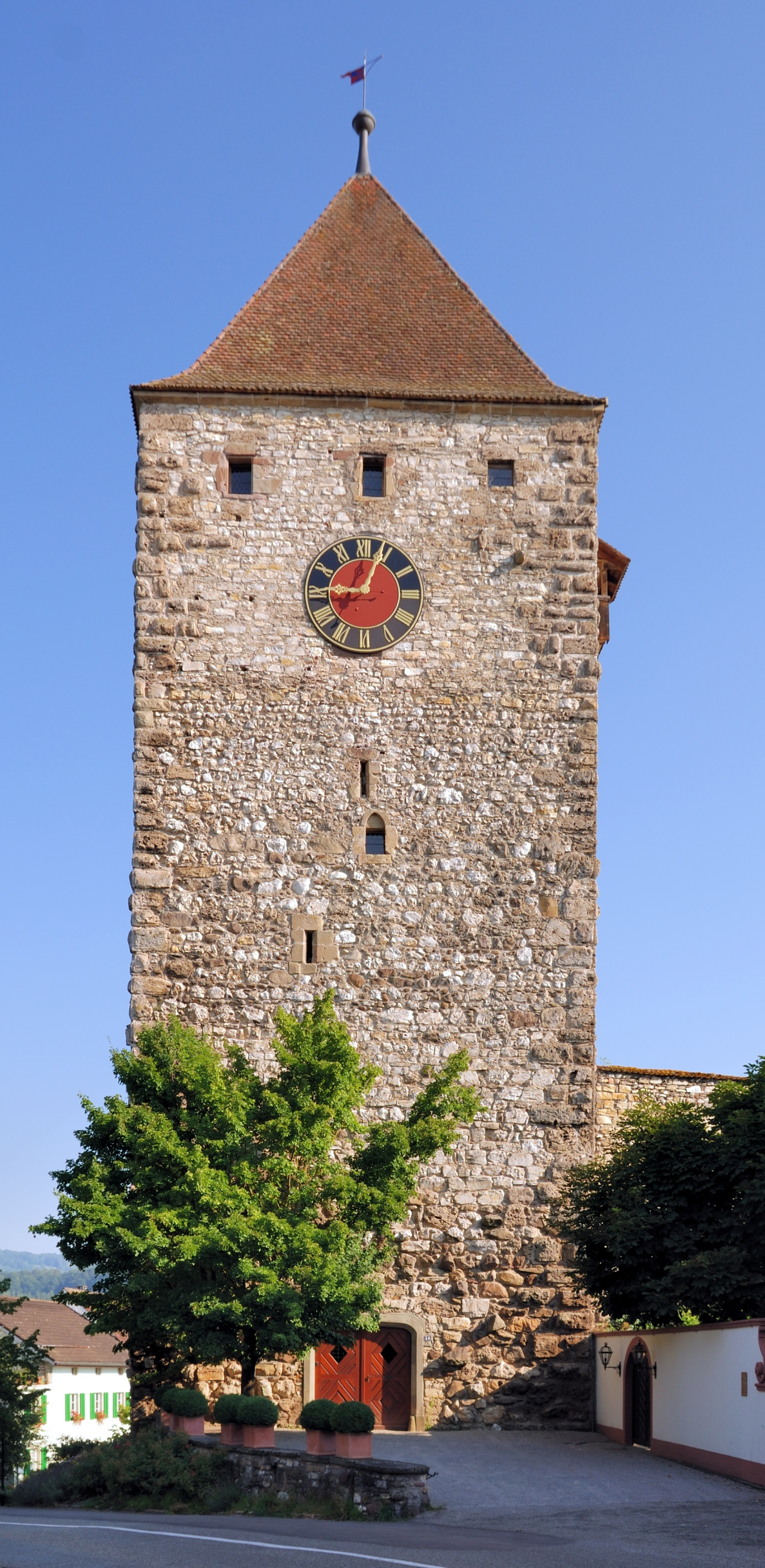
Oberer Turm

Die Einwohnerzahlen entwickelten sich wie folgt:
| Jahr      | 1850 | 1900 | 1930 | 1950 | 1960 | 1970 | 1980 | 1990 | 2000 | 2010 | 2020 |
| Einwohner | 488  | 366  | 349  | 408  | 398  | 407  | 374  | 433  | 434  | 398  | 426  |

Am 31. Dezember 2021 lebten 420 Menschen in Kaiserstuhl, der Ausländeranteil betrug 36,4 %. Bei der Volkszählung 2015 bezeichneten sich 35,6 % als reformiert und 28,8 % als römisch-katholisch; 35,6 % waren konfessionslos oder gehörten anderen Glaubensrichtungen an. 85,5 % gaben bei der Volkszählung 2000 Deutsch als ihre Hauptsprache an, 7,1 % Albanisch, 2,3 % Italienisch und 2,1 % Englisch.

## Politik und Recht
Die Versammlung der Stimmberechtigten, die Gemeindeversammlung, übt die Legislativgewalt aus. Ausführende Behörde ist der fünfköpfige Stadtrat. Er wird im Majorzverfahren vom Volk gewählt, seine Amtsdauer beträgt vier Jahre. Der Stadtrat führt und repräsentiert die Gemeinde. Dazu vollzieht er die Beschlüsse der Gemeindeversammlung und die Aufgaben, die ihm vom Kanton zugeteilt wurden. Für Rechtsstreitigkeiten ist in erster Instanz das Bezirksgericht Zurzach zuständig. Kaiserstuhl gehört zum Friedensrichterkreis XVII (Zurzach).

## Wirtschaft
In Kaiserstuhl gibt es gemäss der im Jahr 2015 erhobenen Statistik der Unternehmensstruktur (STATENT) rund 100 Arbeitsplätze, davon 10 % in der Industrie und 90 % im Dienstleistungssektor. Die Gemeinde weist somit kantonsweit den höchsten Anteil der im dritten Sektor Beschäftigten auf. Zahlreiche Erwerbstätige sind Wegpendler und arbeiten in Bad Zurzach und Umgebung oder in der Region Baden.

## Verkehr

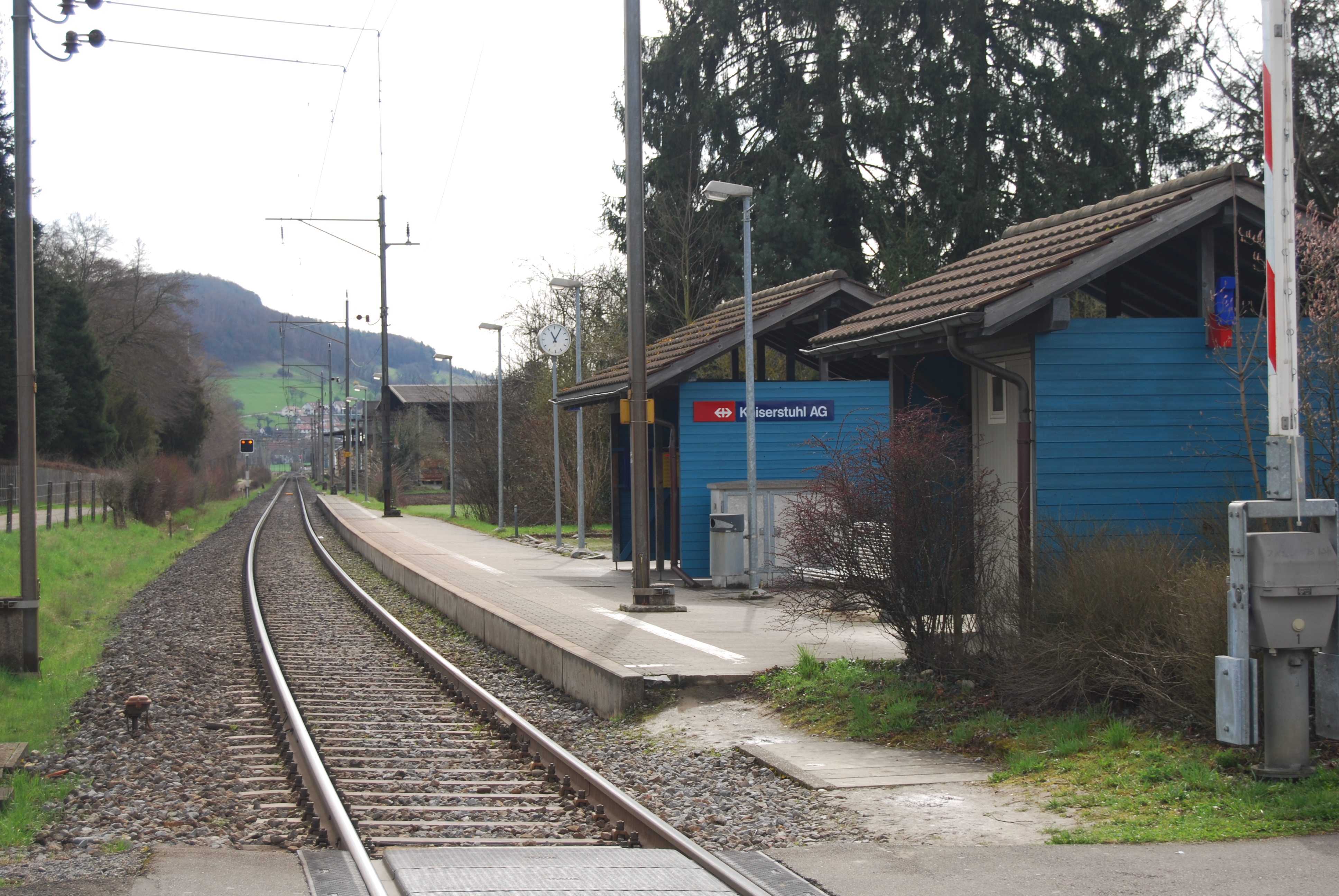
Bahnhaltestelle Kaiserstuhl

Unmittelbar südlich des Städtchens verläuft die Hauptstrasse 7 zwischen Basel und Winterthur. Die Rheinbrücke verbindet Kaiserstuhl mit Hohentengen am gegenüberliegenden Ufer. Die Anbindung an das Netz des öffentlichen Verkehrs erfolgt durch die 1995 eröffnete Haltestelle an der Eisenbahnlinie Koblenz–Bülach–Winterthur. Kaiserstuhl ist Endstation dreier Postautolinien, die zum Bahnhof Baden, zum Bahnhof Bülach und zum Flughafen Zürich führen. An Wochenenden verkehrt ein Nachtbus von Oberglatt über Kaiserstuhl nach Bachs.

## Bildung
Kaiserstuhl besass ein Schulhaus für die Primarschule und (bis 2009) die Bezirksschule, aufgrund rückläufiger Schülerzahlen und der Regionalisierung der Schulorganisation musste es jedoch im Sommer 2016 geschlossen werden. Seither werden Kindergarten und Primarschule in der zürcherischen Nachbargemeinde Weiach geführt, die Oberstufe kann in Stadel absolviert werden. Das nächstgelegene Gymnasium ist die Kantonsschule Zürcher Unterland in Bülach.

## Kultur
Von 1980 bis zu seinem Tod 2005 betrieb der isländische Schauspieler Jón Laxdal ein kleines Theater in den historischen Kellergewölben des St. Blasier Amtshauses, das sich mit über 40 Inszenierungen grosser Beliebtheit in der Region erfreute. Nachdem das Theater bis 2016 von Familienmitgliedern weitergeführt wurde, präsentiert seither die «Kaiserbühne» ein erweitertes Angebot.

## Persönlichkeiten

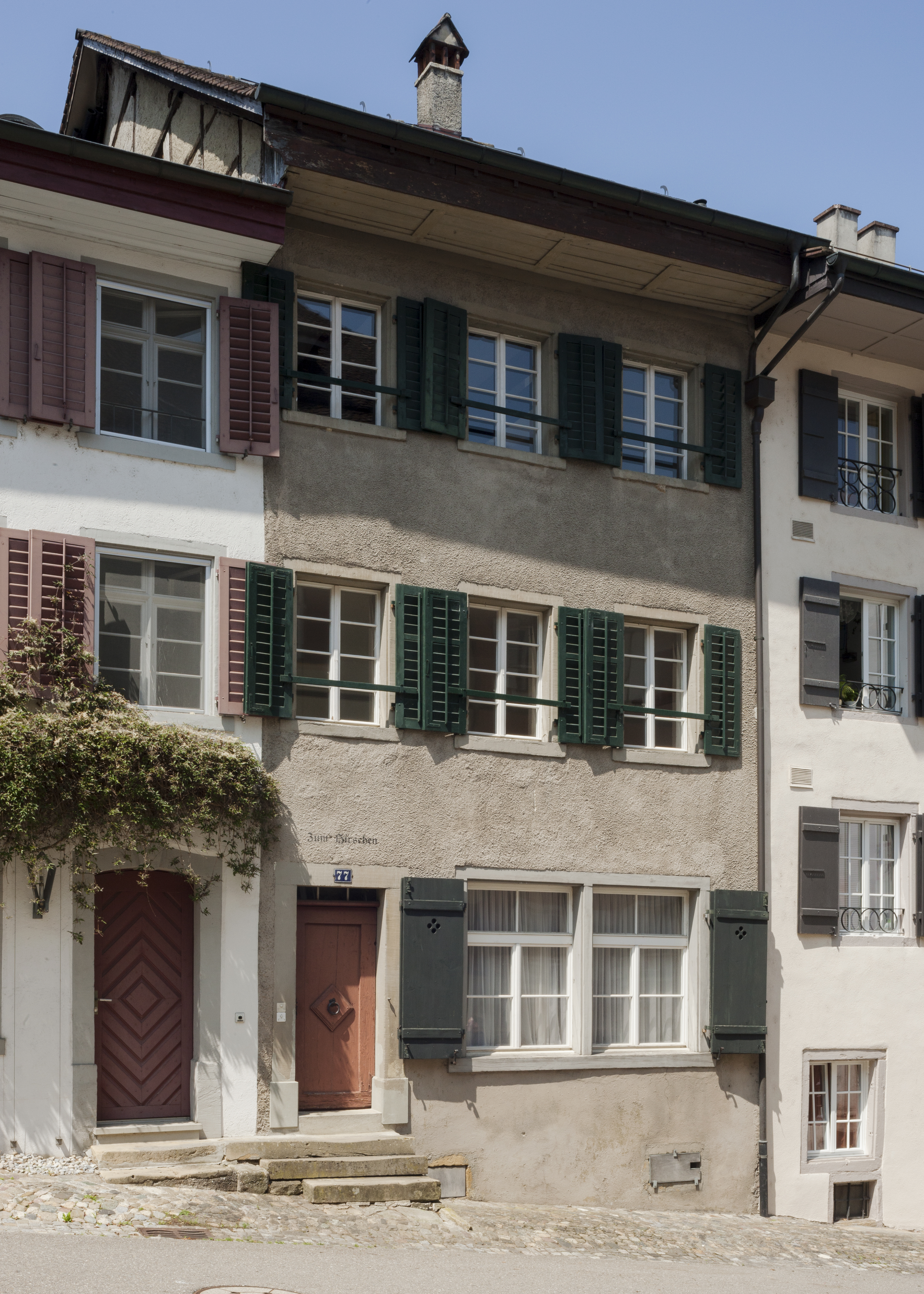
Von 1977 bis 2019 lebte und arbeitet der Fotograf Eric Bachmann in diesem Haus, das an der Hauptgasse 77 in Kaiserstuhl als «Zum Hirschen» beschriftet ist.

- Franz Beidler (1872–1930), Dirigent
- Johann Jakob Maienfisch (1726–1802), französischer Maréchal de camp
- Karl von Mayenfisch (1803–1877), preussischer Kammerherr und Kunstsammler
- Martin Störi (gest. 1544), Stiftsbibliothekar von St. Gallen
- Hermann Suter (1870–1926), Komponist und Dirigent
- Franz Ludwig Wind (1719–1789), Bildhauer und Holzschnitzer
- Eric Bachmann (1940–2019), Fotograf und Fischer

Von 1978 bis 1990 lebten Vivi Bach und Dietmar Schönherr in Kaiserstuhl.